# Contre-sexe
Pour plus de détails, voir Fiche technique et Distribution.
Contre-sexe (Controsesso) est une comédie érotique italienne en trois sketches de Renato Castellani, Marco Ferreri et Franco Rossi sortie en 1964.
Les sketches sont trois comédies sur le thème de l'inhibition sexuelle et de la dégénérescence du couple.

## Synopsis
Cocaina di domenica (litt. « La Cocaïne du dimanche »)
Sandro et Marcello sont un jeune couple, qui ont essayé la cocaïne un dimanche « par erreur ».
Il professore (litt. « Le Professeur »)
Un professeur d'université fétichiste invente une armoire avec toilettes intégrées dans sa salle de classe, pour empêcher les élèves de sortir pendant les examens. Il laisse ainsi libre cours à ses fantasmes sexuels refoulés.
Una donna d'affari (litt. « Une femme d'affaires »)
Andrea est un musicien qui tombe amoureux d'une femme d'affaires, Giovanna. Mais, malgré ses tentatives réitérées, la relation ne restera que platonique.

## Fiche technique
Sauf indication contraire, les informations mentionnées dans cette section peuvent être confirmées par la base de données cinématographiques IMDb,  présente dans la section « Liens externes ».
- Titre français : Contre-sexe[2]
- Titre original : Controsesso[3]
- Réalisation : Renato Castellani, Marco Ferreri, Franco Rossi
- Scénario : Cesare Zavattini, Renato Castellani, Marco Ferreri, Giorgio Salvioni, Tonino Guerra, Rafael Azcona, Piero De Bernardi, Leonardo Benvenuti
- Photographie : Leonida Barboni, Roberto Gerardi, Ennio Guarnieri
- Montage : Jolanda Benvenuti (it), Lionello Massobrio, Giorgio Serralonga
- Musique : Piero Umiliani, Roman Vlad, Teo Usuelli
- Décors : Carlo Egidi (it), Massimiliano Capriccioli, Sergio Canevari
- Costumes : Angela Sammaciccia
- Production : Carlo Ponti
- Sociétés de production : Compagnia Cinematografica Champion, Les Films Concordia
- Pays de production :  Italie -  France
- Langue originale : italien
- Format : Noir et blanc - 1,85:1 - Son mono - 35 mm
- Durée : 112 minutes (1 h 52)
- Genre : Comédie érotique italienne
- Dates de sortie :
  - Italie : 4 décembre 1964
  - France : 1965

## Distribution
Cocaina di domenica (litt. « La Cocaïne du dimanche ») réalisé par Franco Rossi, scénarisé par Cesare Zavattini, Leonardo Benvenuti et Piero De Bernardi
- Nino Manfredi : Sandro Cioffi
- Anna Maria Ferrero : Marcella
- Renzo Marignano : Le fiancé de la sœur de Sandro

Il professore (litt. « Le Professeur ») réalisé par Marco Ferreri, scénarisé par Rafael Azcona
- Ugo Tognazzi : Le Professeur
- Elvira Paoloni : La grand-mère

Una donna d'affari (litt. « Une femme d'affaires ») réalisé par Renato Castellani, scénarisé par Tonino Guerra, Giorgio Salvioni  et Renato Castellani
- Nino Manfredi : Andrea Spadini
- Dolores Wettach : Giovanna
- Umberto D'Orsi : Armando

## Accueil critique
D'après Alberto Scandola, « [...] Trois sketches érotiques à l'italienne avec une saveur indéniable des années 60. Le meilleur épisode est de loin celui de Ferreri, écrit avec Rafael Azcona »